# Olu Dara
Olu Dara Jones, narozen jako Charles Jones III (* 12. ledna 1941) je americký kornetista, kytarista a zpěvák.
Je otcem rappera Nase.

## Kariéra
Olu Dara se narodil jako Charles Jones III v Natchez, Mississippi.
V roce 1963 se přestěhoval do Nového Yorku a změnil si jméno na Olu Dara, což znamená "Bůh je dobrý" v jazyce Yoruba.
V letech 1970s-1980s hrál s David Murray, Henry Threadgill, Hamiet Bluiett, Don Pullen, Charles Brackeen, James Blood Ulmer, a Cassandra Wilson.
Založil dva orchestry, Okra Orchestra a Natchezsippi Dance Band.
Jeho první album "Na světě" od Natchezu po New York (1998) odhalil další aspekt své hudební osobnosti: vůdce a zpěvák skupiny, která se ponořila do afroamerické tradice, hraje eklektickou směs blues, jazzu a vyprávění příběhů , s nádechem funk, africké populární hudby a reggae.
Jeho druhé album "Neighbourhoods" s hostujícími Dr. Johnem a Cassandrou Wilsonovou následovalo podobně.
Dara hrál na albu Illmatic (1994) se svým synem, rapperem Nasem a na písni "Dance" (2002), také Nasově, a zpíval na Nasově písni "Bridging the Gap" (2004).

## Diskografie
Jako leader
- In the World: From Natchez to New York (1998)
- Neighborhoods (2001)

S materiálem
- Memory Serves (1981)
- The Third Power (1991)